# Réka Rohács
Réka Rohács (née le 28 mai 2000) est une nageuse hongroise.

## Palmarès

### Championnats d'Europe
- Championnats d'Europe de natation 2020 à Budapest :
  -  Médaille de bronze du 5 km par équipes.